# La Parada, Ahualulco
La Parada är en ort i Mexiko.   Den ligger i kommunen Ahualulco och delstaten San Luis Potosí, i den centrala delen av landet, 400 km nordväst om huvudstaden Mexico City. La Parada ligger 1 877 meter över havet och antalet invånare är 268.
Terrängen runt La Parada är kuperad åt sydväst, men åt nordost är den platt. La Parada ligger nere i en dal. Runt La Parada är det ganska tätbefolkat, med 54 invånare per kvadratkilometer. Närmaste större samhälle är Ahualulco, 9,0 km nordost om La Parada. Omgivningarna runt La Parada är i huvudsak ett öppet busklandskap.